# Свілюков Олександр Федорович
Олександр Федорович Свілюков (* 30 березня 1924, Орловка — † 21 липня 2008, Київ) — полковник, повний кавалер ордена Слави.

## Біографія
Народився 30 березня 1924 року в селі Орловка Мошковського району Новосибірської області в сім'ї робітника. Росіянин. Закінчив 8 класів, курси змінних бурових майстрів. Працював буровим майстром у геологорозвідній партії. У Червоній Армії з січня 1942 року.
На фронті у Другу світову війну з вересня 1942 року. Командир відділення 674-го стрілецького полку (150-а стрілецька дивізія, 6-а гвардійська армія,  2-й Прибалтійський фронт) сержант Свілюков 20 грудня 1943 року біля села Зизи (за 17 км на захід від річки Невель в Псковській області) увірвався з групою розвідників в траншею, полонив трьох ворожих солдатів, які дали цінні відомості про розташування вогневих точок. 29 грудня 1943 року нагороджений орденом Слави 3 ступеня.
Розвідник 175-ї окремої розвідувальної роти тієї ж дивізії (3-тя ударна армія, 2-й Прибалтійський фронт) старший сержант Свілюков 3 липня 1944 року недалеко від річки Пустошка Псковської області у складі розвідувальної групи, зробивши в загородах супротивника проходи, увірвався в траншею, знищив декілька гітлерівців, одного захопив у полон. 3 серпня 1944 року нагороджений орденом Слави 2 ступеня.

Могила Свількова О. Ф. на Берковецькому цвинтарі

25 липня 1944 року Свілюков разом із розвідниками на південний схід від населеного пункту Резекне (Латвія) взяв двох «язиків», які повідомили цінні відомості. 14 серпня 1944 року нагороджений орденом Слави 3 ступеня, 27 лютого 1958 року перенагражден орденом Слави 1 ступеня.
У 1945 році закінчив курси молодших лейтенантів. У 1947 році звільнений в запас. Жив в  Києві. Закінчив Київський державний університет. Працював начальником відділу в Міністерстві геології УРСР. 
Нагороджений орденом Вітчизняної війни 1 ступеня, Червоної Зірки, медалями. Учасник Параду Перемоги 1985 року. Помер 21 липня 2008 року. Похований на Берковецькому цвинтарі.